# Денель, Яцек
Яцек Мария Денель (в некоторых источниках Дехнель, пол.  Jacek Maria Dehnel; род. 1 мая 1980, Гданьск) — польский поэт, прозаик, переводчик, одно из наиболее ярких имен польской словесности 2000-х годов, по определению журнала «Новая Польша» «„вундеркинд“ новой польской литературы».

## Биография
Закончил Варшавский университет, отделение полонистики. Публиковался во многих литературных журналах Польши, включая интернет-издания. Его стихи заметил Чеслав Милош.
Открытый гей.

## Переводческие работы
Переводил с английского, русского, испанского, латышского (Оден, Ларкин, Мандельштам (не издавались), Карлис Вердиньш, песни Астора Пьяццолы и др.).

## Произведения

### Проза
- Kolekcja, новеллы (1999)
- Lala, роман (2006, нем. пер. 2008, иврит 2009, исп. 2012 и др.)
- Rynek w Smyrnie, новеллы (2007)
- Balzakiana, четыре микроромана (2008)
- Fotoplastikon (2009)
- Saturn. Czarne obrazy z życia mężczyzn z rodziny Goya, исторический роман (2011)

### Поэзия
- Żywoty równoległe (2004)
- Wyprawa na południe (2005)
- Wiersze (2006)
- Brzytwa okamgnienia (2007)
- Ekran kontrolny (2009)
- Rubryki strat i zysków (2011)
- Języki obce (2013)

## Признание
Премия Косцельских (2005), Паспорт Политики (2007).
Стихи и проза Денеля переведены на английский, немецкий, украинский языки, иврит.